# Agustín Aragón y León
Agustín Aragón y León (Jonacatepec, Morelos, 28 de agosto de 1870 - Ciudad de México, 30 de marzo de 1954) Miembro Honorario de la asociación de Ingenieros y arquitectos de México expresidente y miembro Honorario de la Sociedad Mexicana de Geografía y Estadísticas| Miembro Vitalicio de la Academia Nacional de Ciencias, antes Sociedad Científica Antonio Alzate| Socio Numerario de la Academia Mexicana (correspondiente a la Real Academia Española)| Jefe de la Escuela Filosófica del Positivismo en México (sucediendo al Dr. Gabino Barreda y Dr. Porfirio Parra| Editor Individual de la Revista Positivista (1901-1914)| Profesor en las Escuelas Preparatoria y de Ingeniería, así como del Colegio Militar.
"Si uno en cada millar de hombres fuese, como lo fue don Agustín Aragón y León, hombre humano, esto es moral, generoso, amigo, como lo que fue él que todo ello lo llevaba como esencia, el mundo andaría mejor, en un camino menos lleno de obstáculos y peligros" Lic. Alejandro Quijano

## Primeros años y estudios
Nacido el 28 de agosto de 1870 en Jonacatepec, Morelos. Fue hijo de José Hermenegildo Aragón y de Victoriana León.  En la misma Jonacatepec hizo sus estudios primarios con el filipino Cándido Díaz quien había obtenido sus estudios por los jesuitas de Manila y Hong Kong, ahí es donde tuvo su primer encuentro con el nombre Porfirio Díaz, del cual se desprende su primera emoción en cuanto a política. Así lo menciona el "El mates 4 de abril de 1876 a la alborada, entraron en mi villa natal: Jonacatepec, Estado de Morelos, los pronunciados o tuxtepecanos y porfiristas. Tal hecho(...)se grabaron en la memoria mía para todas las horas de mi vida. Entonces oí por primera vez el nombre de Porfirio Díaz; nombre que determinó mi primera emoción política..."  de allí al cumplir 13 años 4 meses llegó al Distrito Federal en 1884, a la Escuela Nacional Preparatoria, que por aquellos días estaba dirigida por el famoso naturalista don Alfonso Herrera. Terminó con todo éxito sus estudios e ingresó en la Escuela de Ingenieros en 1889 con el propósito de alcanzar los títulos de topógrafo e hidrógrafo, de geógrafo, astrónomo y geodesta. El año de 1891 recibió el primero; y el de geógrafo en 1893.

## Docencia
Fue profesor por oposición en la cátedra de mecánica y cosmografía en la Escuela Preparatoria. En la escuela de Ingenieros, de las cátedras de matemáticas superiores, y de economía política. En el Colegio Militar, la de física experimental. En la de Agricultura y Veterinaria, de la que fue director, enseñó meteorología, climatología e historia natural agrícola del ganado mayor y menor. Además de examinador en las dos Escuelas Normales: para varones y para señoritas.

## Vida y Obra
Fue muy estimado en la administración del general Porfirio Díaz. Colaboró en la obra monumental de llamada Mexico y su evolución social. En el congreso fue diputado por su tierra natal durante 10 años de 1900 a 1910, lo cual le permitió hacer cumplida y cálida la defensa de su colega el licenciado don José López Portillo y Rojas, cuya acrisolada honradez quiso ponerse en duda mediante una calumniosa acusación de sus enemigos políticos; comenzó su vida de trabajo como oficial primero del Gran Registro de la Propiedad, y de allí pasó a ser ingeniero ayudante en la Comisión de Límites entre México y los Estados Unidos, habiendo sido él quien trazó el paralelo 37° 47' de latitud Norte, según el tratado de la Mesilla, bajo la dirección del ingeniero don Felipe Valle. Más tarde se distanció del gobierno, a pesar de que, de acuerdo con el pensamiento filosófico de principios del siglo, era considerado en teoría como perfecto. Entabló una célebre disputa con el Ateneo de la Juventud, en el que actuaban Antonio Caso, Alfonso Reyes, Pedro Henríquez Ureña, José Vasconcelos, Alfonso Cravioto y otros. La revista Positiva fue editada por don Agustín. Ingreso a la Academia Mexicana en calidad de correspondiente el año de 1939 y pasó a miembro de número el 6 de mayo de 1947.

## Textos publicados
Entre algunos de sus títulos se encuentran:
- Examen de alguna de las consecuencias del cálculo de probabilidades bajo el punto de vista lógico, en 1893.
- Los sofismas de algunos geólogos, en 1895.
- España y los Estados Unidos. A propósito de la guerra, en 1898.
- El islam, en 1901.
- “Leon XXIII”, artículo publicado en Revista Positiva, Científica, Filosófica, Social y Política, en 1901.
- “El imperialismo yanqui”, publicado en Datos para la historia de un crimen..., en 1912.
- Composiciones poéticas, en 1923.
- Diez retratos literarios de médicos mexicanos eminentes, en 1933.